# Assemblea nazionale (Suriname)
L’Assemblea nazionale (in olandese De Nationale Assemblée) è il parlamento monocamerale del Suriname.

## Composizione e poteri
Il Parlamento del Suriname è composto da 51 deputati, aventi mandato quinquennale, eletti in un collegio unico nazionale. Essi rappresentano il popolo e compongono il potere legislativo del paese, esercitato appunto dall’Assemblea, la quale ha, oltre al compito di legiferare, quello di nominare il Presidente e di redigere il bilancio statale.